# Argentina nos Jogos Paralímpicos
A Argentina participou pela primeira vez dos Jogos Paralímpicos em 1960, e enviou atletas para competirem em todos os Jogos Paralímpicos de Verão desde então. Em relação aos Jogos Paralímpicos de Inverno, a primeira participação da Argentina foi em 2010 e o país participou de todas as edições desde então.